# Oliver Ellsworth
Oliver Ellsworth,  född 29 april 1745 i Windsor, Connecticut, död där 26 november 1807, var en amerikansk politiker. 
Oliver Ellsworth var ledamot av den första amerikanska kongressen. Han förestavade presidenteden för President John Adams 1797.
Han var ledamot av USA:s senat 1789-1796 och chefsdomare i USA:s högsta domstol 1796-1800.